# Frank Boute
Frank Boute is een Nederlands tafeltennisser. Hij werd Nederlands kampioen dubbelspel in 1989 (met Danny Heister) en won de nationale titel in het gemengd dubbel in 1992 en 1993 (beide met Emily Noor). Boute werd eerder in 1986 Nederlands juniorenkampioen enkelspel op het NJK.
Boute speelde competitie in de Nederlandse eredivisie voor onder meer TTV de Veluwe, TTV Irene en TTV Tempo-Team. Hij kwam als senior 36 keer uit voor het Nederlandse nationale team.

## Resultaten uit het ETTU-archief
| Toernooi               | Jaar | Plaats   | Land | Enkel      | Dubbel                        | Mixed                              | Team |
| ---------------------- | ---- | -------- | ---- | ---------- | ----------------------------- | ---------------------------------- | ---- |
| Europees Kampioenschap | 1990 | Göteborg | SWE  | laatste 64 | laatste 32 met Danny Heister  | laatste 32 met Emily Noor          | 8    |
| Europees Kampioenschap | 1986 | Praag    | TCH  |            | laatste 32 met Ron van Spanje | kwalificatie met Patricia de Groot | 18   |